# 母指球
拇指球（ぼしきゅう）とは、掌や足の裏に存在する指球の1つである。母指球とも書く。

## ヒトにおける解剖学と疾患
ヒトの掌の第1指の付け根付近には肉が盛り上がっている場所が存在する。これがヒトの母指球である。この部分の皮膚の下には、第1指の運動などに関わる母指球筋などが存在する。なお、ヒトの身体のなかでも母指球は、小指球などと並んで汗疱（別名、異汗性湿疹）と呼ばれる皮膚病が生じやすい部位としても知られている

。
ヒトの手の母指球は、手相では金星丘に相当する。